# Paula Wessely
Paula Wessely (Bécs, 1907. január 20. –‎ Bécs, 2000. május 11.) osztrák színésznő. Attila Hörbiger osztrák–magyar színész (1896–1987) felesége, Elisabeth Hörbiger, Christiane Hörbiger és Maresa Hörbiger színésznők édesanyja volt. 

## Élete
Wessely a bécsi mészárosmester, Carl Wessely és felesége, Anna, született Orth második  lánya volt.
Első nyilvános szereplése 1922. május 18-án volt, amikor Hermann Sudermann Fritzchen című darabjában Ágnest alakította egy iskolai rendezvényen. 1922-ben felvételt nyert az Állami Zene- és Előadóművészeti Akadémiára. A záróvizsga után 1924 és 1926 között tanúlt a bécsi Max Reinhardt Szemináriumban (Max Reinhardt-Seminar). 
Először 1924-ben lépett fel a bécsi Volkstheaterben, ahol 1926-ig volt szerződve. 1926 őszén Leopold Kramer színházigazgató elvitte a prágai Deutsches Theaterbe. Egyéves szabadsága végén, 1927-ben visszatért a bécsi Volkstheaterhez.
1929-től Hörbiger Attilával együtt játszott a bécsi Theater in der Josefstadtban Max Reinhardt vezetésével. 1932-től a berlini Deutsches Theaterben is játszott, amely szintén a Reinhardt-Bühnenhez tartozott.
1935-ben megalapította saját produkciós cégét, a Vienna-Film Ges. m. b. H.-t. „Nem árja” partnerei miatt a vállalatnak Ausztria Anschluss-ja után meg kellett szüntetnie a cégét. 1935. november 23-án a bécsi városházán feleségül ment a nála tizenegy évvel idősebb Hörbiger Attila színésztársához.
1944 augusztusában, a második világháború utolsó szakaszában Adolf Hitler felvette őt az Isten Által leginkább tisztelt művészek listájára (Gottbegnadeten-Liste), ami megmentette őt attól, hogy a háborúban szolgálnia kelljen, még a hazai fronton is.
A háború után Bécsben az amerikaiak eltiltották a fellépéstől, de a francia zónában lévő Innsbruckban, a helyi állami színházban Minderbelastete-ként (Kontrollratsdirektive Nr. 38 Art. IV) ” gond nélkül felléphetett. 1946 márciusának végén Wessely újra felléphetett a Josefstadtban. 1946 őszén súlyos idegi válságot szenvedett. Felvették a Bécsi Általános Kórházba, és hét hónapig nem tudott fellépni. Hans Hoff pszichiáter Wesselyt elektrosokkokkal kezelte. Ez szolgált Elfriede Jelineknek alapanyagul Burgtheater című darabjához.
1950-ben Otto Dürerrel együtt megalapította saját filmgyártó cégét, a Paula-Wessely-Filmproduktiont. 1953-ban a bécsi Burgtheater együttesének tagja lett.
1987 januárjában, 80. születésnapja alkalmából a bécsi Akademietheaterben tartott felolvasóesttel búcsúzott közönségétől. Írásos hagyatéka a Berlini Művészeti Akadémia archívumában található.

## Filmjei
| Év   | Magyar cím               | Eredeti cím                                                  | Szerep                             | Megjegyzések        |
| ---- | ------------------------ | ------------------------------------------------------------ | ---------------------------------- | ------------------- |
| 1934 | Bécsi bál                | Maskerade                                                    | Leopoldine Dur                     |                     |
| 1934 | Így végződött a szerelem | So endete eine Liebe                                         | Marie Louise                       |                     |
| 1935 | Epizód                   | Episode                                                      | Valerie Gärtner                    |                     |
| 1936 | Aratás                   | Die Julika                                                   | Julika                             | (Ernte)             |
| 1937 | Ketten az éjszakában     | Die ganz großen Torheiten                                    | Therese Brandl                     |                     |
| 1938 | Az élet tükre            | Spiegel des Lebens                                           | Johanna 'Hanna' Karfreit           |                     |
| 1939 | 1848 - Mária Ilona       | Maria Ilona                                                  | Maria Ilona von Wolkersdorf        |                     |
| 1940 | Egy életen át            | Ein Leben lang                                               | Egy életen áta                     |                     |
| 1941 | Az ösi rög               | Heimkehr                                                     | Maria Thomas                       |                     |
| 1943 | Érted...                 | Späte Liebe                                                  | Sophie von Angerspang              |                     |
| 1943 |                          | Die kluge Marianne                                           | Marianne                           |                     |
| 1944 |                          | Das Herz muß schweigen                                       | Maximiliane Frey                   |                     |
| 1948 |                          | Der Engel mit der Posaune                                    | Henriette Stein                    |                     |
| 1949 |                          | Vagabunden                                                   | dr. Elisabeth Kamma                |                     |
| 1950 |                          | Cordula                                                      | Cordula                            | gyártás is          |
| 1951 |                          | Maria Theresia                                               | Mária Terézia                      | gyártás is          |
| 1953 |                          | Ich und meine Frau                                           | Sophie Naglmüller                  | gyártás is          |
| 1954 |                          | Das Licht der Liebe                                          | Käthe Zeller                       | gyártás is          |
| 1954 |                          | Weg in die Vergangenheit                                     | Gabriele Gärtner                   | gyártás is          |
| 1955 |                          | Die Wirtin zur Goldenen Krone                                | Pia Maria hercegnő / Maria Lindner | gyártás is          |
| 1956 |                          | Liebe, die den Kopf verliert                                 |                                    | gyártás             |
| 1956 |                          | Wo die Lerche singt                                          |                                    | gyártás             |
| 1956 |                          | Maria Stuart                                                 | Stuart Mária                       | TV-film             |
| 1957 |                          | Unter Achtzehn (dt. VT Noch minderjährig)                    | Luise Gottschalk                   | gyártás is          |
| 1957 |                          | Anders als du und ich (§ 175)                                | Christa Teichmann                  |                     |
| 1958 |                          | Im Prater blüh’n wieder die Bäume                            |                                    | gyártás             |
| 1959 |                          | Die unvollkommene Ehe                                        | dr. Winifred Lert                  | gyártás is          |
| 1960 |                          | Das weite Land                                               | Genia Hofreiter                    | TV-film             |
| 1961 |                          | Der Bauer als Millionär                                      |                                    |                     |
| 1961 |                          | Jedermann                                                    |                                    |                     |
| 1961 |                          | Anatol                                                       | Gabriele                           | TV-film             |
| 1962 |                          | Überfahrt                                                    | Mrs. Midget                        | TV-film             |
| 1963 |                          | Port Royal                                                   | Angelika                           | TV-film             |
| 1964 |                          | Eine Frau ohne Bedeutung                                     | Mrs. Arbuthnot                     | TV-film             |
| 1966 |                          | Auf der Lesebühne der Literarischen Illustrierten            | narrátor                           | sorozat, egy epizód |
| 1968 |                          | Fast ein Poet                                                | Nora Melody                        | TV-film             |
| 1969 |                          | Rumpelstilz                                                  | Gertud Leu                         | TV-film             |
| 1973 |                          | Nichts als Erinnerung                                        | Militza Raikow                     | TV-film             |
| 1975 |                          | Die Dämmerung der Sehnsucht                                  |                                    | TV-film             |
| 1977 |                          | Glückssachen                                                 | Anna                               | TV-film             |
| 1978 |                          | Der große Karpfen Ferdinand und andere Weihnachtsgeschichten | Schuhmacherné                      | TV-film             |
| 1979 |                          | Augenblicke – 4 Szenen mit Paula Wessely                     |                                    | TV-film             |
| 1984 |                          | Wie war das damals?                                          |                                    | TV-film             |
| 1985 |                          | Aschermittwoch für Künstler                                  |                                    | TV-film             |
| 1986 |                          | Der Unbestechliche                                           | Báróné                             | TV-film             |

### Színház
| Év   | Író                        | Színdarab               | Rendező           | Színház                          |
| ---- | -------------------------- | ----------------------- | ----------------- | -------------------------------- |
| 1930 | George Bernard Shaw        | Szent Johanna (Johanna) | Heinz Hilpert     | Deutsches Theater Berlin         |
| 1937 | Franz Grillparzer          | Hero und Leander        | Heinz Hilpert     | Deutsches Theater Berlin         |
| 1938 | Gerhart Hauptmann          | Dorothea Angermann      | Heinz Hilpert     | Deutsches Theater Berlin         |
| 1939 | William Shakespeare        | A makrancos hölgy       |                   | Bécs                             |
| 1940 | Anton Csehov               | Három nővér (Mása)      | Hans Thimig       | Theater in der Josefstadt Bécs   |
| 1955 | Johann Wolfgang von Goethe | Faust első része        | Paula Wessely     | Deutsches Theater Berlin         |
| 1955 | George Bernard Shaw        | Candida                 | Josef Glücksmann  | Akademietheater Bécs             |
| 1956 | Friedrich Schiller         | Stuart Mária            | Leopold Lindtberg | Burgtheater Bécs                 |
| 1958 | Eugene O’Neill             | Egy igazi úrral         | Oscar Fritz Schuh | Theater am Kurfürstendamm Berlin |
| 1964 | Henrik Ibsen               | John Gabriel Borkman    | Fritz Kortner     | Burgtheater Bécs                 |
| 1964 | William Shakespeare        | A windsori víg nők      | Rudolf Steinboeck | Burgtheater Bécs                 |
| 1969 | Henrik Ibsen               | Kísértetek              | August Everding   | Thalia Theater Hamburg           |
| 1971 | Molnár Ferenc              | Olympia                 | Peter Loos        | Thalia Theater Hamburg           |
| 1983 | Bernhard Slade             | Huldigung für Scottie   | Adolph Spalinger  | Theater unterwegs München        |

## Fordítás
- Ez a szócikk részben vagy egészben  a   Paula Wessely című német Wikipédia-szócikk fordításán alapul.  Az eredeti cikk szerkesztőit annak laptörténete sorolja fel. Ez a jelzés csupán a megfogalmazás eredetét és a szerzői jogokat jelzi, nem szolgál a cikkben szereplő információk forrásmegjelöléseként.